# Medetera gracilicauda
Medetera gracilicauda är en tvåvingeart som beskrevs av Octave Parent 1927. Medetera gracilicauda ingår i släktet Medetera och familjen styltflugor. Det är osäkert om arten förekommer i Sverige. Inga underarter finns listade i Catalogue of Life.